# أيام فخر الدين (مسرحية)
أيام فخر الدين مسرحية لبنانية من تأليف الأخوين رحباني وبطولة فيروز. عرضت عام 1966 أدت فيروز دور عطر الليل، بينما أدى نصري شمس الدين دور فخر الدين. كما شارك فيلمون وهبي بدور بو جرجي.
شارك في المسرحية أيضاً هدى حداد (شقيقة فيروز) وسهام شماس وصلاح تيزاني وجوزيف ناصيف ومحمد مرعي وإيلي شويري ووليم حسواني وريني حسواني وسعد عازار وميشيل حاج وملحم بركات وروجر عساف ومادونا غازي وأندريه جدعون. أما كلمات وألحان أغاني المسرحية فكانت للأخوين رحباني.

## قصة المسرحية
تعتمد هذه المسرحية على أحداث حقيقية جرت في أوائل القرن السابع عشر.
العام هو 1618، وفخر الدين (نصري شمس الدين) عائد إلى لبنان بعد خمس سنوات في المنفى، ليقابله الناس باستقبال دافئ وحماسي. قال إنه عائد إلى لبنان بهدف سامٍ وحيد، وهو إعمار لبنان، إعمار البيوت، القلاع، القصور، الطرق والجسور، وتشجيع الزراعة والتجارة. قدم الأهالي هدايا له عربون محبة ودعم، فرحاً بعودته. عطر الليل (فيروز) صبية من أنطلياس، اختيرت لتقدم له سيف ذهبي، كما غنت له. تأثر فخر الدين بصوتها، وطلب منها أن تبقى إلى جانبه، وأن تستمر بالغناء لتجمع الناس على محبة لبنان من خلال أغانيها.
اجتمع فخر الدين بأمراء المناطق المختلفة في لبنان، وقال لهم أنهم إذا أرادوا لبنان حراً مستقلاً، عليهم الاعتماد على الله وعلى أنفسهم. طالبهم بالطاعة الكاملة والصادقة، وعيّنهم في مواقعهم. الكجك أحمد عسكري عثماني نشأ في القصر، لم يكن راضياً عن الموقع الذي عيّن فيه، وطلب مكاناً أفضل، إلا أن فخر الدين لم يستجب لطلبه. استنكاراً لذلك، انقلب ضد فخر الدين، وبدأ يتآمر ليسقطه. تآمر مع الأميرة منتهى، التي تنحدر من عائلة ذات نفوذ، والتي لم يعيرها فخر الدين الاهتمام، مما شكل سبباً لمعاداته أيضاً، لذلك خططا معاً لتأليب ناس البلد، والامبراطورية العثمانية ضد فخر الدين.
بدأت عطر الليل بالتجوال من ضيعة لضيعة، حاملة رسالة فخر الدين، ومبشرة بأفكاره.
بينما لم تنجح الرشوة كثيراً في شراء الناس، سمعت إسطنبول من الكجك أحمد وأرسلت وفداً إلى فخر الدين يحمل رسالة توليه السلطة العثمانية
فيها لقب «سلطان البر» بالإضافة إلى حكم نابلس وعجلون. بالمقابل، عليه أن يوقف جميع نشاطاته التعميرية والدبلوماسية في لبنان، لأنها تعتبر أعمالاً عدائية موجهة ضد السلطنة العثمانية.
قبل فخر الدين باللقب، لأنه كان لجده من قبله، لكنه رفض أوامر إسطنبول، فقد كان مصراً على بناء لبنان.
قرر الكجك أحمد أن يسافر إلى إسطنبول، لكي يعجّل بالحل العسكري لمشكلة لبنان. وسرعان ما وصلت أخبار قدوم جيش تركي مؤلف من مئة ألف جندي إلى لبنان، بينما لا يصل عدد جيش فخر الدين إلى ربع جيشهم. استعد هذا الجيش للمعركة بشجاعة، وكان يحذوهم الأمل في أن يأتي الشتاء مبكراً لكي يسد الطرق الجبلية على الغزاة، ولكن هذا لم يحدث، فالشتاء تأخر على غير العادة.
خيّم القلق والخوف على عطر الليل، لكن فخر الدين قال لها: ليس مهماً ما قد يحصل، طالما أن البلاد قد تعمّرت. إلا أن طمأنة فخر الدين ووالدها لم تكن كافية لأن يهدأ روعها، فقد قررت أن تتبع فخر الدين إلى مخبئه.
استمرت الحرب حتى تمكّن الكجك أحمد من اكتشاف ملجأ فخر الدين وحوصر الكهف. عندها غيّر فخر الدين رأيه، فقد رفض الاستمرار في الحرب، لخوفه من تدمير ما كان قد عمّر. فعلى قدر ما كان ينشده، ما كان يجب أن ينجز، أنجز، وما كان يجب أن يقال، قيل. تعمّر لبنان، وسيبقى إلى الأبد.
أما هو (فخر الدين) فإنه زائل، هذا ما قاله. استسلم للعدو، ورحل رحيل الأبطال، وعاشت قصة البطل للأبد، جنباً إلى جنب مع الوطن الذي ساهم ببنائه.

## أغاني المسرحية
- استقبال فخر الدين
- هدابا المناطق
- القوالين
- دبكة لبنان
- قاطع مثل العدل
- القسم
- الأمير والكجك احمد
- يا مولانا المير
- وعدي الك
- المؤامرة
- صرخ يا ديب
- يا اهل الحي
- يا مغزال
- بياعين الحرير